# أولا هيد
أولا هيد هو عالم نبات نرويجي، ولد في 26 أبريل 1931.